# Wey (Jüchen)
Wey is een plaats in de Duitse gemeente Jüchen, deelstaat Noordrijn-Westfalen, en telt 178 inwoners (2007).